# Chariesthes wilmoti
Chariesthes wilmoti là một loài bọ cánh cứng trong họ Cerambycidae.